# Manifestaciones en Guatemala de 2015
Las protestas de Guatemala de 2015 fueron una serie de manifestaciones contra el gobierno de Otto Pérez Molina, quien estaba involucrado en un escándalo y corrupción política, las cuales concluyeron con su renuncia el mismo año.

## Introducción
Esta manifestación pacífica ocurrió el 25 de abril de 2015 en donde un gran grupo de guatemaltecos -entre veinte mil y treinta mil- hicieron acto de presencias en la Plaza de la Constitución. Había niños y adultos apoyando este movimiento. Se unieron con el fin común de protestar contra la corrupción que fue denunciada por el Ministerio Público (MP) y la Comisión Internacional contra la Impunidad en Guatemala tras el desmantelamiento de una red de contrabando aduanero denominada La Línea. En la manifestación se pidió la renuncia del presidente de turno, el general retirado Otto Pérez Molina y de la vicepresidenta Roxana Baldetti, además del llamado a la no elección del candidato a presidente por el partido LIDER, Manuel Baldizón.
En esta manifestación se crearon varios cánticos y porras en contra de los políticos guatemaltecos, además de una gran cantidad de carteles con mensajes motivadores para el país.

## Peticiones

### Renuncia del Presidente Otto Perez Molina
Los manifestantes pidieron la renuncia del presidente ya que se le considera estar involucrado con la corrupción que había en el gobierno.  A pesar de que el pueblo se lo pidió, el presidente ha dicho que no va a renunciar y va a seguir con su mandato hasta que acabe su turno; a finales de junio de 2015 se aprobó el antejuicio en su contra, que quedó a la espera de la próxima reunión ordinaria del Congreso de la República para continuar el trámite.

### Renuncia de la vicepresidenta Roxana Baldetti
Se pedía la renuncia de la vicepresidenta ya que se le consideraba la lideresa del grupo La Línea, el cual sería el responsable de la desaparición de millones de Quetzales en los últimos años en Guatemala.

### Llamado a la no elección del candidato a presidente Manuel Baldizón
Los manifestantes sospechaban que Manuel Baldizón estaría involucrado con el lavado de dinero y narcotráfico puesto que se cree que gasta más dinero que el que tiene, y ya que está invirtiendo una exagerada cantidad de dinero en publicidad, en su mayoría ilegal.  Se sospecha que si resulta elegido presidente  en las elecciones generales del 6 de septiembre, su gestión podría llegar a niveles mayúsculos de corrupción.

## Conclusión
Tras esta manifestación el gobierno guatemalteco quedó debilitado:  varios ministros del ejecutivo presentaron su renuncia, e incluso la vicepresidenta renunció y perdió su inmunidad jurídica.  Posteriormente se han realizado más manifestaciones, pero las mismas han disminuido en intensidad al no lograr los resultados deseados rápidamente; por otro lado, el MP y la CICIG han continuado con las investigaciones de corrupción y han capturado a personas relacionadas con irregularidades en el Instituto Guatemalteco de Seguridad Social y en departamento de compras de la Policía Nacional Civil de Guatemala, además de haber solicitado antejuicios para varios diputados, todos pertenecientes al partido LIDER.

## Lectura recomendada

### ¿Quiénes usaban los servicios de La Línea?
- Chapín de corazón (3 de junio de 2015). «Carta al comisionado Iván Velásquez». Facebook (Guatemala). Consultado el 3 de junio de 2015. (enlace roto disponible en Internet Archive; véase el historial, la primera versión y la última).
- Gereda, Marcela (8 de junio de 2015). «Bloqueos de carreteras: el patético intento de escape de Pérez Molina». ElPeriódico (Guatemala). Archivado desde el original el 8 de junio de 2015. Consultado el 8 de junio de 2015.
- Urrea Lorenzini, Jorge (13 de mayo de 2015). «¿Y los que usaban los “servicios” de la línea?». Albedrío (Guatemala). Archivado desde el original el 13 de mayo de 2015. Consultado el 13 de mayo de 2015.

### Caso corrupción en Policía Nacional Civil
- Diario La Hora (23 de junio de 2015). «Cronología de investigaciones de corrupción en la Policía Nacional Civil». Diario La Hora (Guatemala). Archivado desde el original el 23 de junio de 2015. Consultado el 23 de junio de 2015.
- — (24 de junio de 2015). «Corrupción interna en la policía afecta directamente a la población». Diario La Hora (Guatemala). Archivado desde el original el 23 de junio de 2015. Consultado el 24 de junio de 2015.
- ElPeriódico (23 de junio de 2015). «MP y CICIG capturan a red que defraudó al menos Q56 millones». ElPeriódico (Guatemala). Archivado desde el original el 24 de junio de 2015. Consultado el 23 de junio de 2015.
- — (26 de junio de 2015). «Los bienes y privilegios de Rodríguez Heredia». ElPeriódico (Guatemala). Archivado desde el original el 26 de junio de 2015. Consultado el 26 de junio de 2015.

### Caso IGSS-PISA
- ElPeriódico (22 de mayo de 2015). «Comprometedoras tele-escuchas en caso de farmecéutica Pica». ElPeriódico (Guatemala). Archivado desde el original el 22 de mayo de 2015. Consultado el 22 de mayo de 2015.
- Diario La Hora (20 de mayo de 2015). «MP y CICIG evidencian negociación ilícita entre droguería PISA y el IGSS». Diario La Hora (Guatemala). Archivado desde el original el 20 de mayo de 2015. Consultado el 20 de mayo de 2015.
- Ramos, Saira (20 de mayo de 2015). «Rodríguez, el operador que negoció cortes, fiscal y contralor». Diario La Hora (Guatemala). Archivado desde el original el 20 de mayo de 2015. Consultado el 20 de mayo de 2015.
- Sebastián, Sandra (20 de mayo de 2015). «Juan de Dios Rodríguez investigado por la CICIG: Uno de los hombres del presidente». Plaza Pública, Universidad Rafael Landívar (Guatemala). Consultado el 20 de mayo de 2015.
- Solano, Luis (2015). «Caso IGSS: se tocó al poder económico». Albedrío (Guatemala). Archivado desde el original el 25 de mayo de 2015. Consultado el 24 de mayo de 2015.

### Cómo funcionaba La Línea
- ElPeriódico (5 de junio de 2015). «En un día La Línea obtuvo Q533.000 por sobornos». ElPeriódico (Guatemala). Archivado desde el original el 5 de junio de 2015. Consultado el 5 de junio de 2015.
- Siglo 21 (5 de junio de 2015). «CICIG revela reparto del botín del grupo La Línea». Siglo 21 (Guatemala). Archivado desde el original el 4 de junio de 2015. Consultado el 5 de junio de 2015.
- Mejía, Dénnys (12 de junio de 2015). «Caso SAT: ocho casos y siete empresas que se beneficiaron de La Línea». ElPeriódico, Plaza Pública (Guatemala). Archivado desde el original el 12 de junio de 2015. Consultado el 12 de junio de 2015.

### Gobierno del Partido Patriota
- Baires Quezada, Rodrigo (4 de septiembre de 2014). «A punch to the kidney for Byron Lima Oliva». Breaking the silence blog (en inglés). Guatemala. Archivado desde el original el 3 de octubre de 2014. Consultado el 30 de abril de 2015.
- El Observador (enero-junio 2012). «El Gobierno “seguro” de Otto Pérez Molina y el PP». El Observador. Análisis alternativo sobre política y economía (Guatemala) 7 (34 y 35). Archivado desde el original el 22 de abril de 2015. Consultado el 22 de abril de 2015.
- ElPeriódico (28 de mayo de 2015). «Moody's coloca perspectiva negativa a la deuda de Guatemala». ElPeriódico (Guatemala). Archivado desde el original el 28 de mayo de 2015. Consultado el 28 de mayo de 2015.

### Juan Carlos Monzón
- ElPeriódico (22 de junio de 2015). «Sin pistas de Monzón ni de sus bienes». ElPeriódico (Guatemala). Archivado desde el original el 22 de junio de 2015. Consultado el 22 de junio de 2015.

### Manifestaciones pacíficas
- CNN en español (16 de mayo de 2015). «Guatemaltecos protestan contra la corrupción y exigen la renuncia del presidente Pérez Molina». CNN en español. Archivado desde el original el 17 de mayo de 2015. Consultado el 16 de mayo de 2015.
- Colussi, Marcelo (18 de mayo de 2015). «Guatemala: ¿se podrá ir más allá en la lucha contra la corrupción?». Albedrío. Guatemala. Archivado desde el original el 18 de mayo de 2015. Consultado el 18 de mayo de 2015.
- Diario La Hora (16 de mayo de 2015). «#Marcha16M: crece el clamor por cambios; piden la renuncia de Pérez Molina». Diario La Hora (Guatemala). Archivado desde el original el 17 de mayo de 2015. Consultado el 16 de mayo de 2015.
- Itzamná, Ollantay (17 de mayo de 2015). «Guatemala: ¿Por quién y para qué suenan las cornetas indignadas en las ciudades?». Albedrío. Guatemala. Archivado desde el original el 18 de mayo de 2015. Consultado el 17 de mayo de 2015.
- Juárez, Tulio (16 de mayo de 2015). «“Si los llevamos al poder, ahora llevémolos a la cárcel”». ElPeriódico (Guatemala). Archivado desde el original el 17 de mayo de 2015. Consultado el 16 de mayo de 2015.
- Palencia, Sergio (19 de mayo de 2015). «La manifestación del 16 de mayo: Previo, durante y análisis». Albedrío. Guatemala. Archivado desde el original el 19 de mayo de 2015. Consultado el 19 de mayo de 2015.

- Datos: Q20857005